# César Vichard de Saint-Réal
César Vichard de Saint-Réal, francoski pisatelj, * 1639, Chambery, † 1692.